# ANWB Bondswandelweg

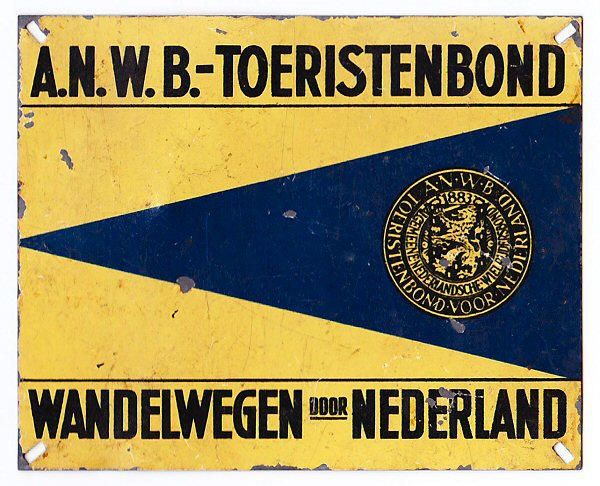
ANWB Bondswandelweg routemarkering, 1918-37

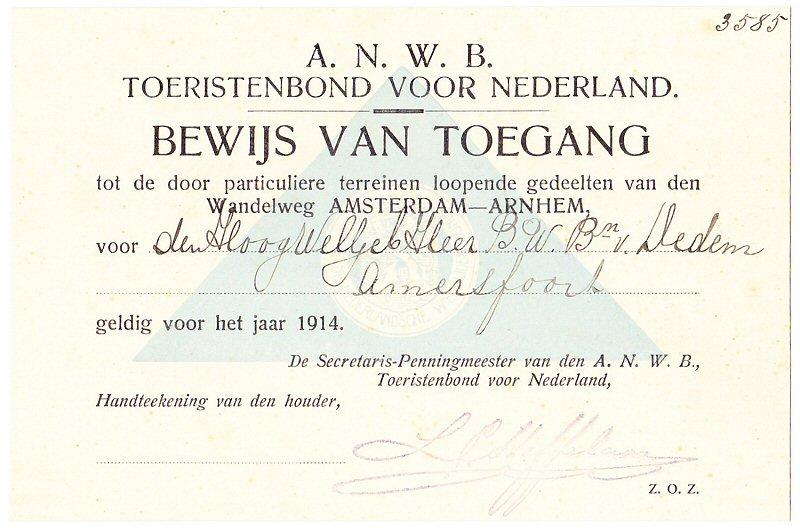
Bondstoegangsbewijs voor de Wandelweg Amsterdam-Arnhem, 1914

ANWB Bondswandelwegen of Wandelwegen waren de eerste generatie streek- en langeafstandswandelpaden (LAW) in Nederland en waren in gebruik van 1914 tot 1970. Het Wandelwegennetwerk bedroeg ruim 3000 kilometer.

## Geschiedenis
De komst van nieuwe vervoersmiddelen als de fiets, tram en auto, en het beginnende toerisme, bracht hernieuwde belangstelling voor de oudste vorm van vervoer: wandelen. Op initiatief van ANWB-voorzitter G.A. Pos werd in 1914 de eerste recreatieve wandelroute in Nederland geopend. De Wandelweg Amsterdam – Arnhem beoogde de “drukte” te ontlopen en leidde daarbij geregeld over privéterrein. Op deze niet-openbare gedeelten van de route dienden wandelaars in het bezit te zijn van een op naam gesteld Bondstoegangsbewijs. 
Vele routes volgden en werden op elkaar aangesloten. In 1939 werd met de route Den Bosch – Luxemburg de eerste Internationale Wandelweg geopend. De Tweede Wereldoorlog en de periode van wederopbouw bracht een kentering. In 1954 was de belangstelling voor de Bondswandelwegen dusdanig teruggelopen, dat besloten werd om nog maar vier routes te onderhouden. Rond 1970 werden de overgebleven routemarkeringen door de ANWB verwijderd.

## Routemarkering
Aanvankelijk waren de routes bewegwijzerd met rechthoekige zinken plaatjes, met daarop een driehoek die de wandelrichting aangaf. Daarbij werd onderscheid gemaakt tussen de heenweg (wit met een blauwe driehoek) en de terugweg (blauw met een witte driehoek). In 1937 werden deze vervangen door ronde aluminium markeringen met daarop een rondje en een pijl. Ook deze markering maakte onderscheid tussen de heenweg (wit met een rood hart en blauwe pijl) en de terugweg (wit met een blauw hart en rode pijl). Omdat op deze markering het predicaat Koninklijk stond ("Kon. Ned. Toeristenbond A.N.W.B. Wandelweg"), werd tijdens de Duitse bezetting het zogenaamde model 1942 geïntroduceerd. Dit was een langwerpig blauw geëmailleerd bordje, met daarop een witte richtingspijl en de tekst "Ned. Toeristenbond A.N.W.B. Wandelweg". Model 1942 bleef tot 1970 ongewijzigd in gebruik.

## Gebruikte literatuur
- "De opening van den wandelweg Arnhem – Amsterdam", De Kampioen 31-22 (29 mei 1914), pp. 463-5
- "Het 54ste Jaarverslag (vervolg)", De Kampioen 54-16 (7 augustus 1937), pp. 310-6
- "Zilveren Jubileum der Bondswandelwegen", De Kampioen 56-11 (27 mei 1939), pp. 173-4
- "Een brug over twee grenzen", De Kampioen 56-15 (22 juli 1939), pp. 273-4
- "A.N.W.B.-Wandelplannen voor 1954", De Kampioen 69-2 (februari 1954), pp. 58-9
- "De ANWB in de maatschappij van toen", De Kampioen 100-2 (februari 1983), p. 28
- Broek, C. van den, "Oudste wandelpad van Nederland in ere hersteld"[dode link], Noordhollands Dagblad. Bekeken op 1 september 2012